# Ramerberg
Ramerberg är en kommun och ort i Landkreis Rosenheim i Regierungsbezirk Oberbayern i förbundslandet Bayern i Tyskland.
Kommunen ingår i kommunalförbundet Rott am Inn tillsammans med kommunen Rott am Inn.